# District du Chouf
 (octobre 2024).
Si vous disposez d'ouvrages ou d'articles de référence ou si vous connaissez des sites web de qualité traitant du thème abordé ici, merci de compléter l'article en donnant les références utiles à sa vérifiabilité et en les liant à la section « Notes et références ».

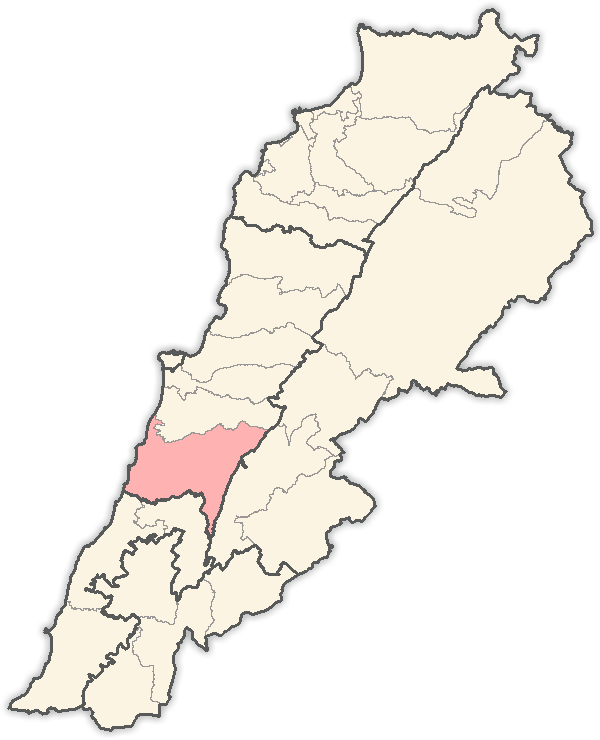
Le district du Chouf au sein du Liban.

Le caza du Chouf (en arabe قضاء الشوف Caza' el-Chouf) est un caza de la Mohafaza du Mont Liban. C'est aussi le cœur du Chouf, une région montagneuse qui porte le même nom. Le chef-lieu du caza du chouf est Beiteddine.
La région du Chouf est au sud-est de la capitale libanaise, Beyrouth. La région montagneuse du Chouf comporte la réserve naturelle du Chouf.

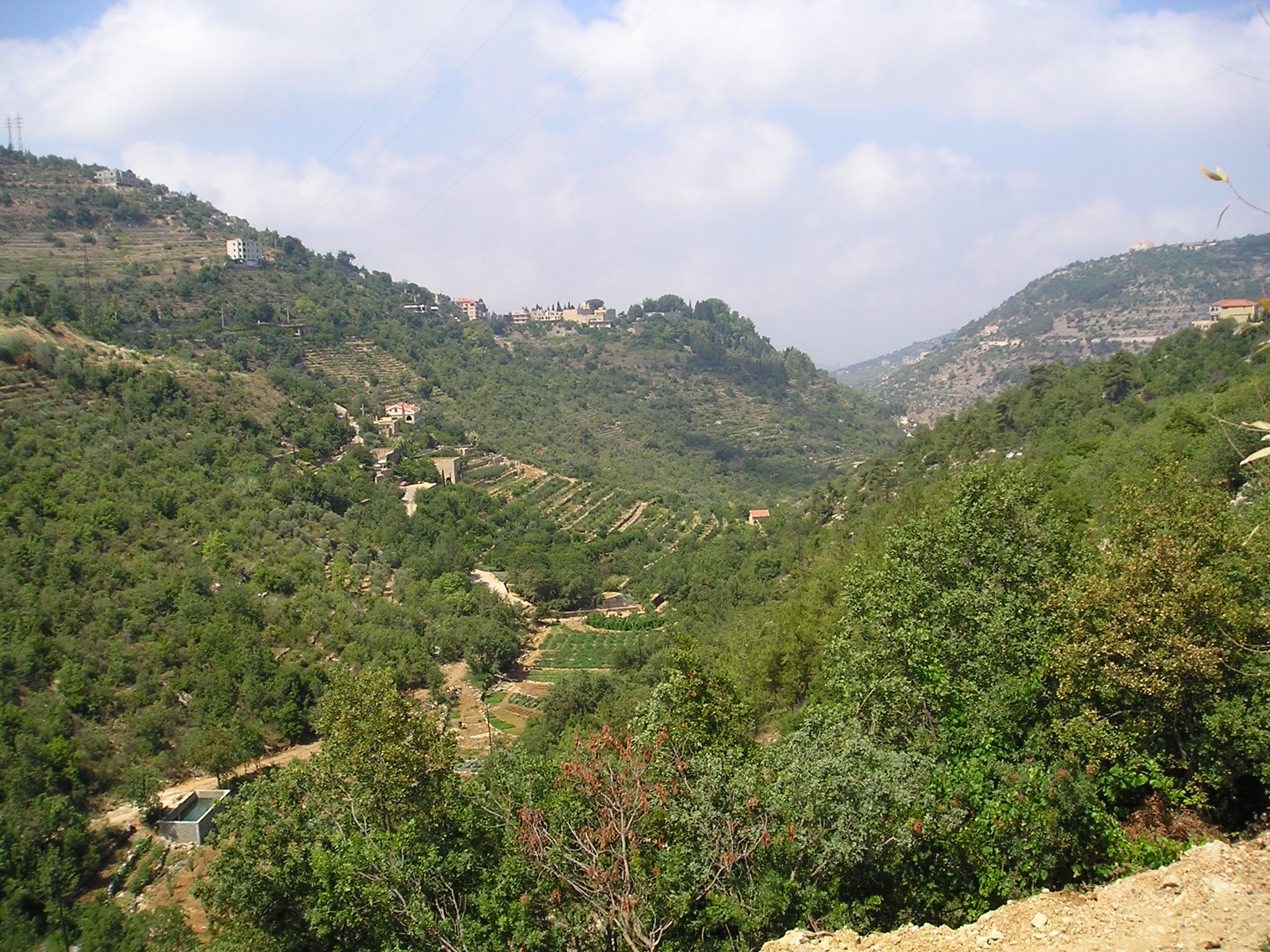
Monts du Chouf

## Composition religieuse et situation démographique
Malgré la rivalité historique entre chrétiens et druzes, le district du Chouf demeure l'un des Caza les plus diversifiés du Liban. Les principales communautés religieuses sont les Druzes, les Maronites et les Sunnites. De plus, il existe une importante communauté grecque catholique. 

## Répartition confessionnelle des électeurs (2017)
https://www.almanar.com.lb/9564502[style à revoir]
| Confessions          | Pourcentage (2022) | Pourcentage (2015) |
| Chrétiens (total)    | 35,61 %            | 36 %               |
| -------------------- | ------------------ | ------------------ |
| Arméniens-orthodoxes | 0,05 %             | - %                |
| Grecs-orthodoxes     | 0,38 %             | 1,5 %              |
| Maronites            | 28,46 %            | 27 %               |
| Grecs-catholiques    | 6,35 %             | 6 %                |
| Autres chrétiens     | 0,36 %             | 1,5 %              |
| Musulmans (total)    | 32,21 %            | 32 %               |
| Sunnites             | 30,47 %            | 29 %               |
| Chiites              | 2,22 %             | 3 %                |
| Alaouites            | 0 %                | 0 %                |
| Druze (total)        | 31,7 %             | 31 %               |

## Principales villes et localités
- Damour
- Moukhtara (ville natale de Walid Joumblatt, homme politique, leader du PSP)
- Beiteddine
- Deir el Qamar (ville natale de Camille Chamoun, ancien président de la République)
- Mazraat el chouf
- Zaarourieh
- Barja
- Barouk
- Dibbiyeh
- Jahlieh
- Jiyyeh
- Baakline
- Amatour
- Kfarfakoud
- Ain Qani
- Bakaata
- Boutmeh
- Maasser
- Beykoun
- Mtolleh
- Shheem
- Bourjain
- El Bireh
- Chhim

## Tourisme

### Beiteddine
La ville de Beiteddine est le chef lieu du Chouf.

### Le palais de Beiteddine
Le Palais de Beiteddine est un monument historique.

### Le Festival de Beiteddine
Le festival de Beiteddine est un évènement artistique et culturel important